# Aleksandrów (powiat piotrkowski)
Aleksandrów – wieś w Polsce położona w województwie łódzkim, w powiecie piotrkowskim, w gminie Aleksandrów. 
Siedziba gminy wiejskiej Aleksandrów.
| SIMC    | Nazwa    | Rodzaj    |
| ------- | -------- | --------- |
| 0534374 | Stefanów | część wsi |

Do 1954 siedziba władz gminy Niewierszyn. W latach 1954–1972 wieś należała i była siedzibą władz gromady Aleksandrów. W latach 1975–1998 miejscowość należała administracyjnie do województwa piotrkowskiego.
Aleksandrów jest położony wzdłuż drogi z miejscowości Sieczka do wsi Irenów i Krasik koło Paradyża oraz ok. 1 km na wschód od drogi przebiegającej w kierunku północ-południe łączącej Przedbórz, Skotniki i Włodzimierzów koło Sulejowa.
Wierni Kościoła rzymskokatolickiego należą do parafii św. Apostołów Piotra i Pawła w Dąbrowie nad Czarną.